# Толстый и тонкий (скульптурная композиция)
Скульптурная композиция «Толстый и тонкий» — памятник в городе Таганрог Ростовской области, изображающий героев рассказа А. П. Чехова «Толстый и тонкий». Памятник открыт в 2010 году. Автор — скульптор Давид Бегалов.

## История
Рассказ «Толстый и тонкий», относящийся к раннему периоду творчества писателя, был написан А. П. Чеховым в 1883 году.
В рассказе описывается встреча двух друзей одноклассников на вокзале Николаевской железной дороги. Один из них, Михаил, описан, как толстый, упитанный, довольный жизнью человек. Другой приятель, Порфирий, описан Чеховым, как тонкий, худой, весь в заботах о жене и сыне.
В разговоре приятелей выясняется, что Порфирий работает коллежским асессором (гражданский чин 8-го класса в Табели о рангах), вырезает из дерева портсигары и тайком их продает. Михаил же — Тайный советник (гражданский чин 3-го класса в Табели о рангах, что соответствует чину генерал-лейтенанта в армии и вице-адмирала во флоте).
По выяснении общественного положения изменилось поведение Порфирия. Чехов пишет, что: «Тонкий вдруг побледнел, окаменел, но скоро лицо его искривилось во все стороны широчайшей улыбкой; казалось, что от лица и глаз его посыпались искры. Сам он съёжился, сгорбился, сузился». Порфирий был не в силах победить присущее ему чинопочитание. В рассказе Чехов показывает влияние на поведение людей занимаемого ими социального положения в обществе и связанных с ним стереотипов мышления.
Встреча приятелей показана в скульптурной композиции памятника «Толстый и тонкий», открытом 13 мая 2010 года в городе Таганрог в Гоголевском переулке около музея «Лавка Чеховых». Памятник выполнен из бронзы и установлен на низком пьедестале. На нём представлены приятели Михаил и Порфирий, жена и сын Порфирия. Несмотря на то, что в рассказе отсутствует описание внешности героев, ростовский скульптор Давид Бегалов изобразил общественное положение героев в их позах. Маленький, раболепствующий чиновник изображен в согнутом положении, выражающем почтительность и уважение, поза тайного советника в добротном костюме с тростью в руках показывает уверенность и удовлетворение после сытного обеда в ресторане. Сын и жена Порфирия с интересов прислушиваются к разговору бывших приятелей.